# Vlag van Awans
De vlag van Awans is op 27 maart 2001 bij raadsbesluit vastgesteld als de vlag van de Luikse gemeente Awans. De vlag kan als volgt worden beschreven:
Vier rijen en zes stuks vair van wit en blauw.
De vlag werd pas op 17 juli 2003 bevestigd door de Franse Gemeenschapsregering. De vlag is volledig gebaseerd op het gemeentewapen en ziet er dus helemaal hetzelfde uit.